# Криланові
Криланові (Pteropodidae) — родина рукокрилих, найбільші здатні до польоту ссавці. Криланові — єдина родина в надродині Pteropodoidea, яка є однією з двох надродин у підряді крилановиді (Pteropodimorpha, або Yinpterochiroptera). Родина криланових налічує 191 сучасний вид у 47 родах.
Центральний рід цієї родини — крилан (Pteropus). Різні роботи визнавали від двох до шести підродин цієї родини. Однак, підродинні й трибні класифікації не адекватно збігаються з останніми філогенетичними дослідженнями і потребують ретельної переоцінки. 
Серед назв родини або її окремих підродин відомі: «летючі пси», «летючі лисиці», «фруктові рукокрилі» тощо. Всі види є рослиноїдними, як правило фруктоїдні.

## Поширення
Криланові живуть в тропічних і субтропічних регіонах Африки (включаючи Мадагаскар), на Кіпрі (Rousettus aegyptiacus) в Південній та Південно-Східній Азії, Австралії і західній частині Океанії.

## Морфологія
Голова і тіло довжиною від 50 до приблизно 400 мм. Хвіст короткий, рудиментарний або відсутній, за винятком Notopteris, в якому він має 10 хребців. Вага дорослих особин варіює від приблизно 15 грам для найменших нектаро- і пилкоїдів до більше 1500 грамів для найбільших їдців фруктів. Ця родина містить найбільших живучих рукокрилих, деякі види Pteropus і Acerodon мають розмах крил 1,7 метра. Хутро до 3 см в довжину, щільне, і різне за кольором, але з переважно відтінків темно-коричневого. Роди Epomophorus, Epomops, Scotonycteris, Nanonycteris, Hypsignathus, Casinycteris, і Plerotes, зокрема, проявляють вторинні статеві ознаки, у тому числі, у самців, значно більший розмір, є залозисті мішечки з пучками волосся на плечах і великі глоткові мішечки в області грудей. Усі члени родини, крім родів Dobsonia, Eonycteris, Notopteris і Neopteryx мають кіготь на другому пальці на додаток до кігтя на великому пальці, всі члени підряду Microchiroptera не мають кігтя на другому пальці. Зовнішнє вухо Pteropodidae подовжені, овальні, досить прості; краї вуха утворюють повне кільце; у Microchiroptera ж зовнішнє вухо часто є складним. Члени цеї родини мають великі, добре розвинені очі. Зубна формула змінюється від I 2/2, C 1/1, P 3/3, M 2/3 = 34 до I 1/0, C 1/1, P 3/3, M 1/2 = 24.

## Поведінка
Тільки рід Rousettus, як відомо, випромінює ультразвук під час польоту, на додаток до використання очей. Решта родів Pteropodidae, як вважають, знаходять шлях візуально, хіба що, можливо, трубконосі Nyctimene і Paranyctimene теж орієнтуватися за допомогою ехолокації.
Криланові активні в основному у вечірній і нічний час, але спостерігаються в польоті й у денний час. Вони часто покидають райони, де фрукти не доступні й часто здійснюють тривалі польоти між їх місцем спочинку і годівлі. Великі види повільні, але потужні летуни, так особини виду Pteropus alecto можуть літати аж 70 км від сідала до місця годівлі. Великі види часто товариські, в той час як дрібні види, як правило, поодинокі. Зокрема, спостерігалась колонія, що містили 100 особин австралійського виду Pteropus scapulatus. 
Більшість видів цеї родини знаходять їжу по запаху. Багато, якщо не всі, з них витискають стиглу м'якоть плоду в рот, проковтуючи сік, і випльовуючи більшість з м'якоті і насіння. Проковтнутий продукт харчування проходить через дуже простий травний тракт за дуже короткий проміжок часу, може бути, в середньому півгодини. Члени цієї родини також жують квіти для отримання нектару і соків. Члени підродини Macroglossinae, здається, харчуються в основному нектаром і пилком. Nyclimene іноді включає комах в свій раціон.

## Відтворення
Навіть спаровування відбувається догори ногами. Деякі види можуть розмножуватися протягом усього року, але більшість членів цієї родини, ймовірно, мають чітко визначені сезони розмноження. У більшості випадків самиці народжують тільки раз в році, і лише одне дитинча народжується. Вагітні самиці деяких видів утворюють розплідники осторонь від самців, де вони вигодовують своїх дітей. Криланові — відносно довгоживучі тварини, досягаючи в неволі більше ніж 30-річного віку.

## Небезпеки

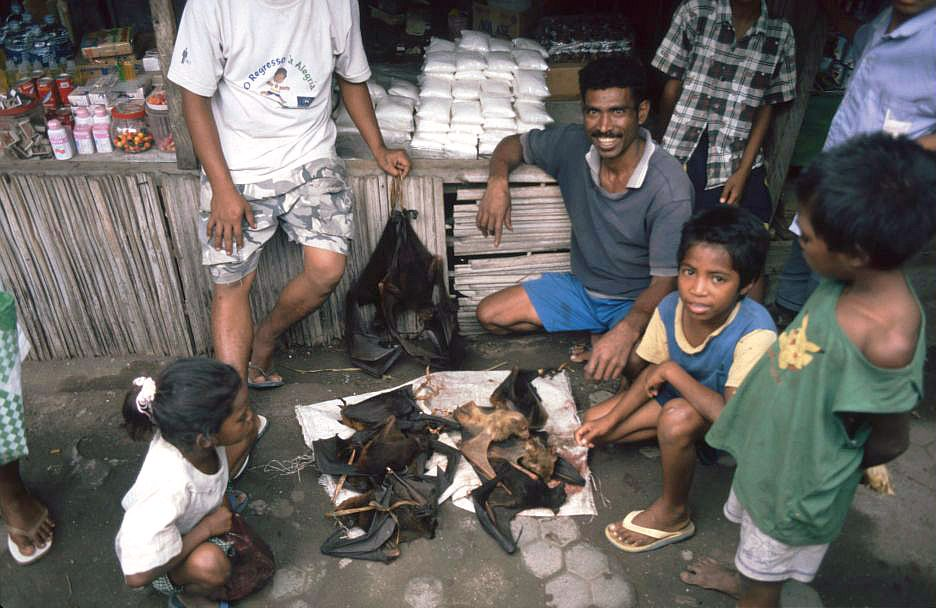
Криланові на ринку в Суаї (Східний Тимор)

Багато криланових є одними з найбільш загрожених видів. Основною причиною цього є знищення їхнього місця існування в результаті збезлісення. Багато видів також є ендеміками невеликих островах і тому особливо уразливі до порушення екосистеми. Деякі види вважаються шкідниками, тому що вони їдять фрукти в садах або на них полюють заради м'яса. За даними МСОП 6 видів є вимерлими, 8 — під критичною загрозою, 27 — під загрозою, 35 — є уразливими, 19 — у близькому до уразливого стані, для 14 видів даних недостатньо.

## Геологічний діапазон
Геологічний діапазон цеї родини включає ранній олігоцен в Європі, від раннього міоцену до тепер в Африці, від плейстоцену до тепер на Мадагаскарі, в Ост-Індії й у інших частинах ареалу.

## Галерея

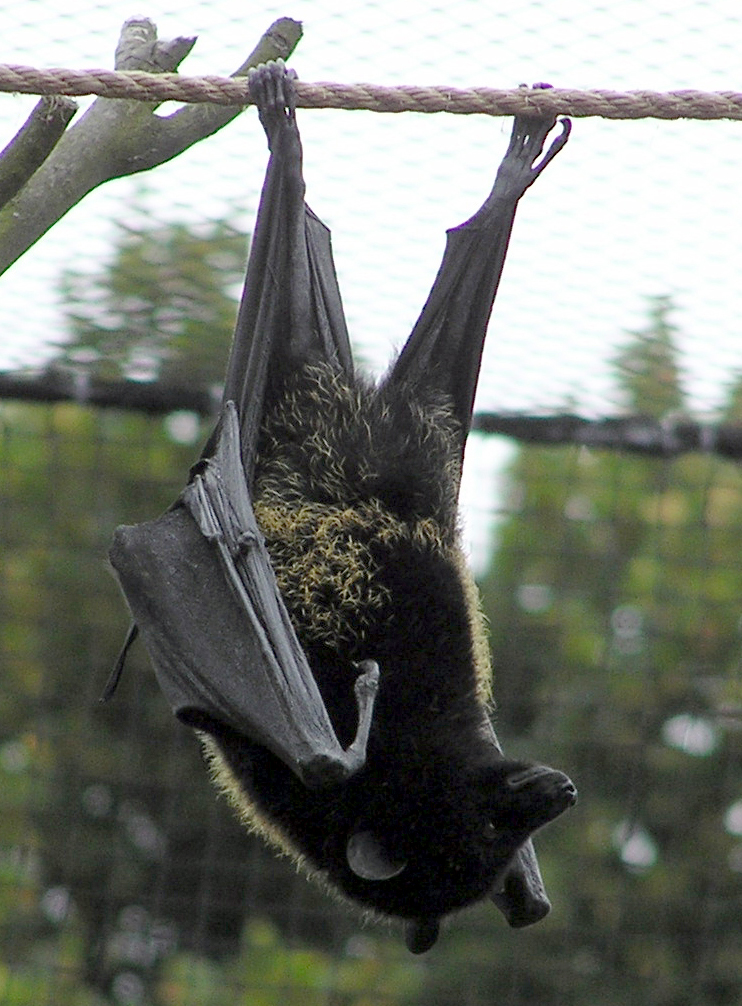
Pteropus livingstonii
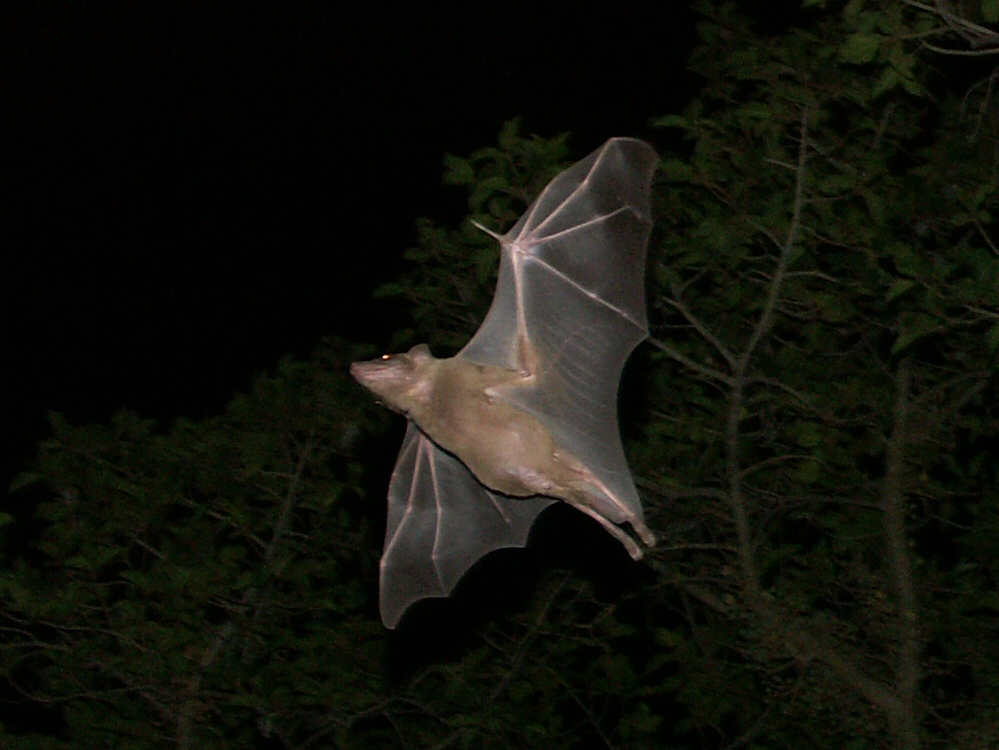
Rousettus aegyptiacus
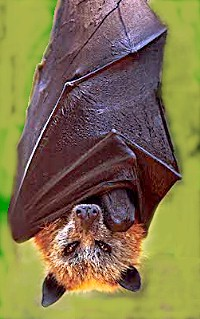
Acerodon jubatus
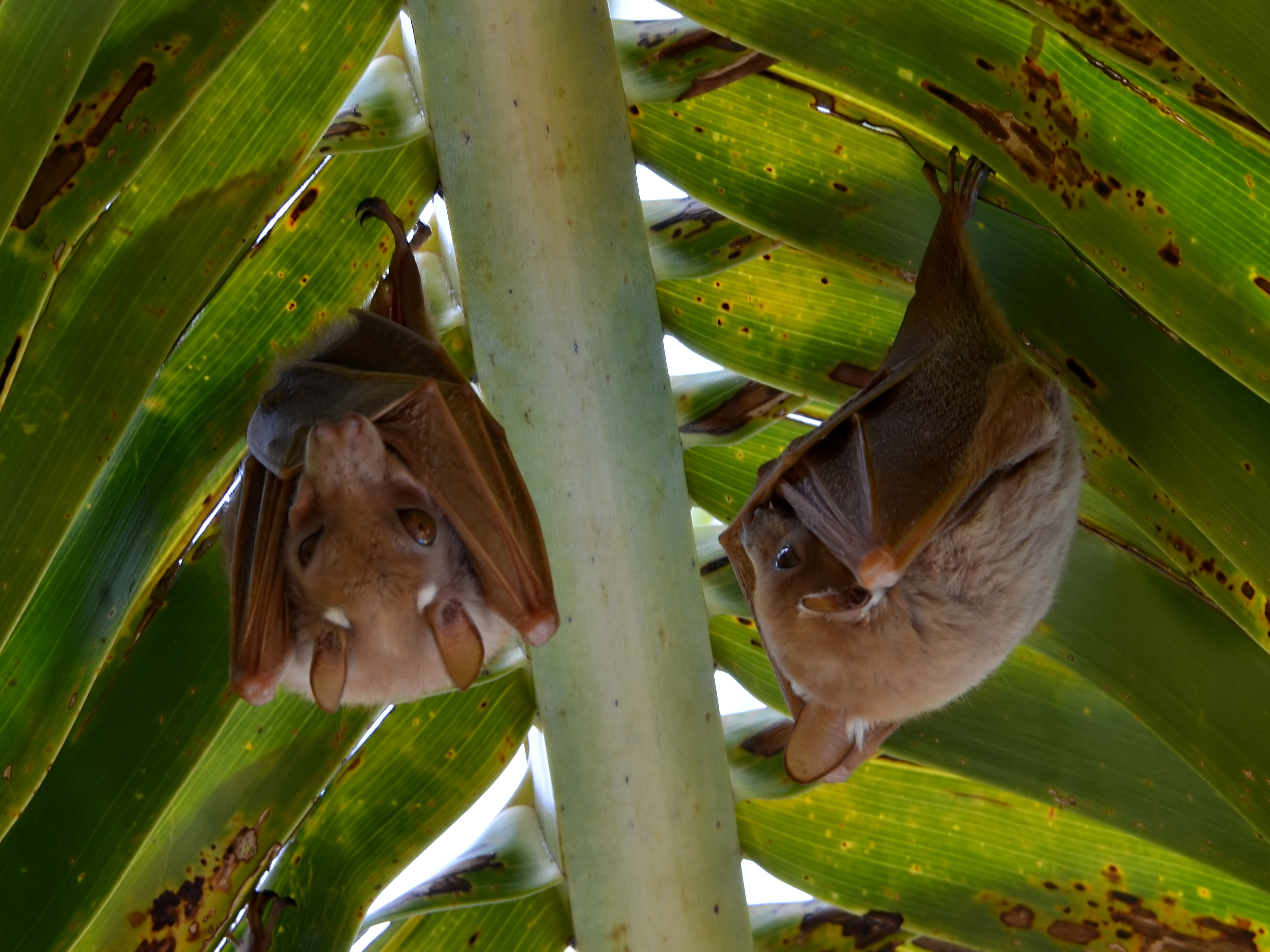
Epomophorus wahlbergi
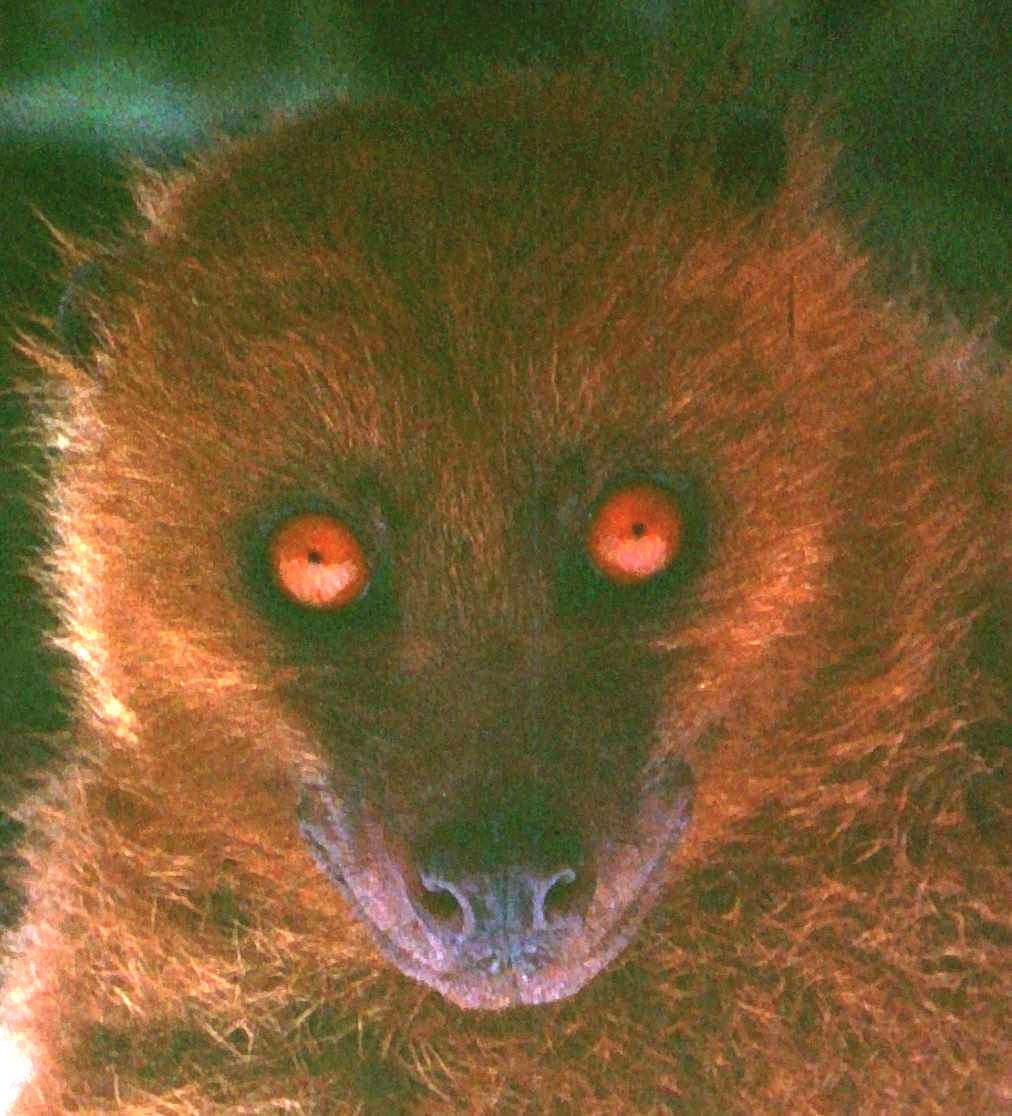
Mirimiri acrodonta
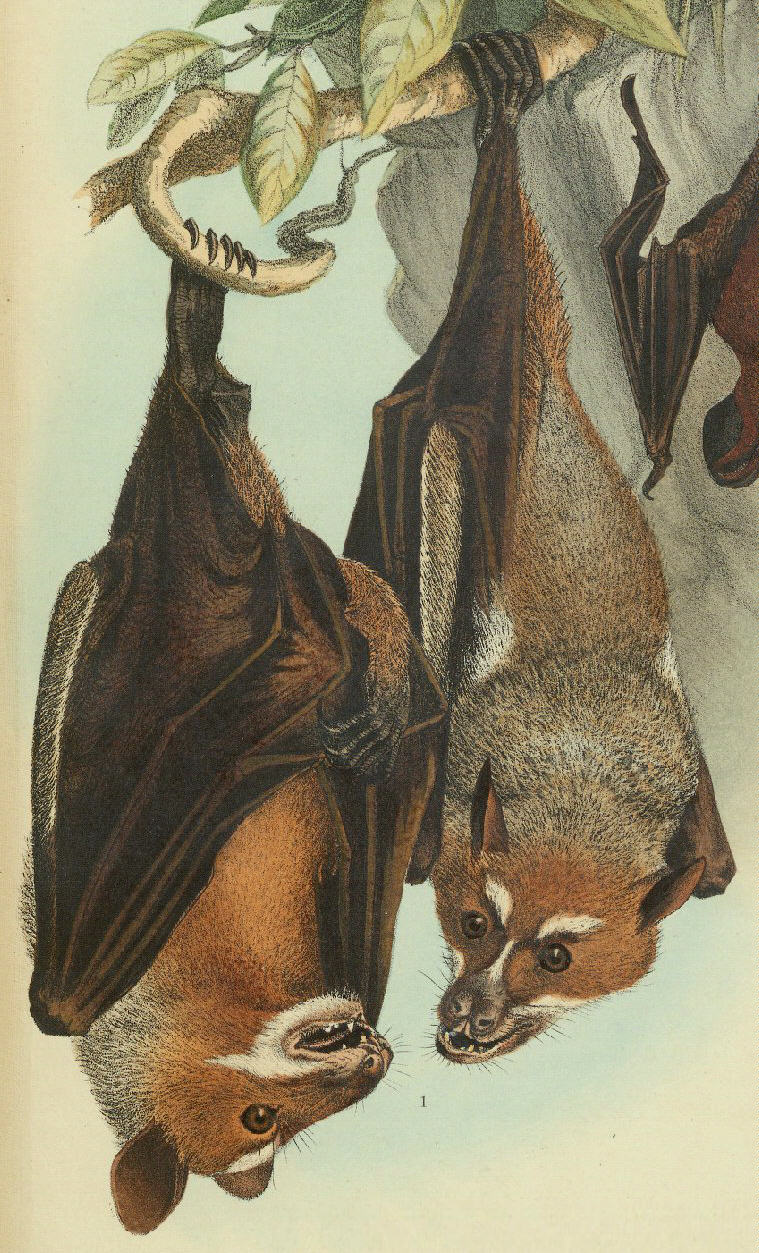
Styloctenium wallacei
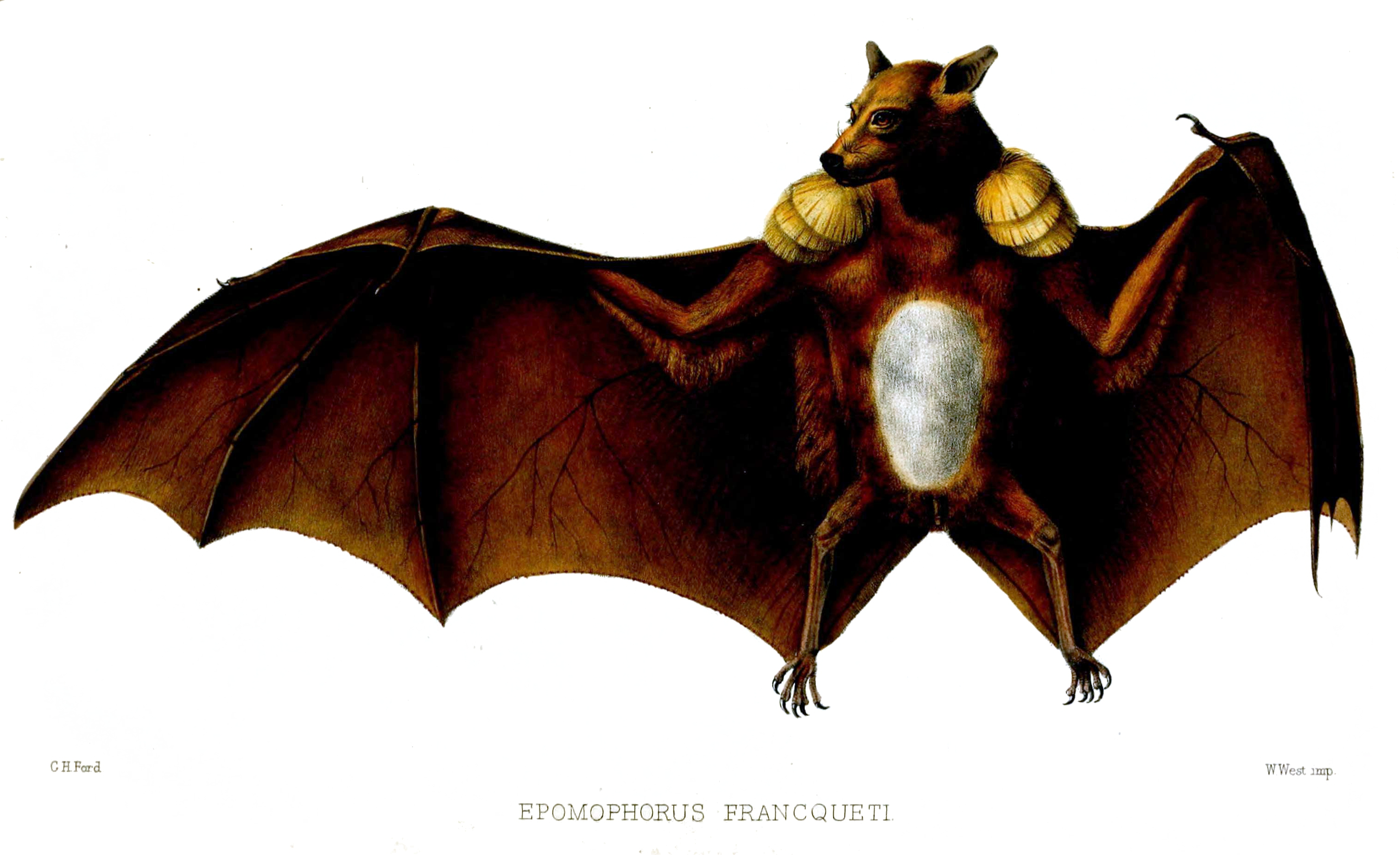
Epomops franqueti